# Championnats du monde de trampoline 1968
Navigation
Édition précédente Édition suivante
Les championnats du monde de trampoline 1968, cinquième édition des championnats du monde de trampoline, ont eu lieu le 30 novembre 1968 à Amersfoort, aux Pays-Bas.

## Podiums
| Épreuves              | Or                                                   | Argent                                    | Bronze                                                 |
| --------------------- | ---------------------------------------------------- | ----------------------------------------- | ------------------------------------------------------ |
| Hommes                |                                                      |                                           |                                                        |
| Trampoline individuel | Dave Jacobs                                          | David Curtis                              | Michael Budenberg                                      |
| Synchro               | Allemagne de l'Ouest Klaus Forster Michael Budenberg | Royaume-Uni David Curtis Michael Williams | États-Unis Jim Young Don Waters                        |
| Femmes                |                                                      |                                           |                                                        |
| Trampoline individuel | Judy Wills                                           | Vivi Bollinger                            | Jennifer Liebenberg                                    |
| Synchro               | Allemagne de l'Ouest Ute Luxon-Czech Agathe Jarosch  | Royaume-Uni Jane Pullen Diane Bullen      | Afrique du Sud Linda Dinkelmann Charlene Van Der Merve |

## Tableau des médailles
| Rang | Nation               | Or | Argent | Bronze | Total |
| ---- | -------------------- | -- | ------ | ------ | ----- |
| 1    | États-Unis           | 2  | 1      | 1      | 4     |
| 2    | Allemagne de l'Ouest | 2  | 0      | 1      | 3     |
| 3    | Royaume-Uni          | 0  | 3      | 0      | 3     |
| 4    | Afrique du Sud       | 0  | 0      | 2      | 2     |